# Cao Lâu
Cao Lâu là một xã thuộc huyện Cao Lộc, tỉnh Lạng Sơn, Việt Nam.

## Địa lý
Xã Cao Lâu có diện tích 58,65 km², dân số năm 1999 là 3.265 người, mật độ dân số đạt 56 người/km².
Theo thống kê năm 2019, xã Cao Lâu có diện tích 58,65 km², dân số là 3.367 người, mật độ dân số đạt 57 người/km².
Hệ sinh thái: Hầu như được bao phủ phần lớn là rừng cây của người dân trồng và rừng tự nhiên. Hiện nay, động vật còn có gà rừng, lợn rừng, baba, các loài chim quý, thực vật có nhiều loại cây có giá trị như: Trầm Hương tự nhiên, gỗ lát tự nhiên,...

## Hành chính
Xã bao gồm nhiều làng bản như: Bản Xâm, Bản Rằn, Bản Đon, Pác Cuồng, Nà Va, Pò Nhùng, Bản Vàng, Còn Nàn, Co Sâu.

## Kinh tế - xã hội

### Kinh tế
Chủ yếu của người dân trong xã vấn là trồng trọt kết hợp chăn nuôi, trồng cây lâu năm như: Hồi, Thông, Sở,... Ngoài ra để có thêm thu nhập những lúc rảnh giữa mùa người dân có qua biên giới Trung Quốc làm thuê thu ngoại tệ.
Người dân chủ yếu là dân tộc Nùng và Tày sinh sống lâu đời. Khi nhà nước mở đường, điện thì có thêm một số người Kinh vào làm ăn buôn bán. Hiện nay Xã cũng bắt đầu thay đổi cuộc sống người dân được nâng cao hơn như có Bệnh viện, Trường cấp 3, Bãi Co Sâu giao dịch với Trung Quốc,...

#### Dịch vụ
Quán ăn, quán nhậu, may quần áo, giữ trẻ, quán cafe, karaoke, xe tải, xe khách, xe hợp đồng,...

#### An ninh - chính trị
- Quân sự: Đồn Biên Phòng khoảng 200 quân chia nhau đóng tại 3 điểm trọng yếu giáp biên với Trung Quốc, kết hợp dân quân địa phương trang bị vũ khí quân dụng.
- Quan điểm chính trị: 100% ủng hộ đường lối, chính sách của Đảng, trung thành với Tổ Quốc.
- Hải Quan: 2 trạm kiểm soát hàng xuất nhập với Trung Quốc, người dân muốn qua Trung Quốc hợp pháp, phải có giấy Thông hành cấp ở cửa khẩu Hữu Nghị.

### Xã hội

#### Giáo dục
Hầu như 100% trẻ em đều được đi học, phổ cập THCS, tất cả học sinh đi học đều được miễn học phí.
Trình độ lao động/học vấn: Các thế hệ từ 8X về sau này rất nhiều người đã tốt nghiệp đại học ở Hà Nội, Thái Nguyên, TP HCM,... Một phần ở lại làm trong bộ máy nhà nước như Công An, Quân Đội, Giáo Viên, một phần đi làm ăn xa ở Miền Nam, xuất khẩu lao động qua Malaysia, Trung Quốc, Nhật. Nói chung là họ rất giỏi, dễ thương, chịu khó, trung thực,...
Ngôn ngữ chính: Tiếng Tày - Nùng, thế hệ trẻ dùng 2 ngôn ngữ: Tày-Nùng-Tiếng Việt. Ngoài ra đi Trung Quốc làm CTy dùng thêm tiếng Trung.

#### Y tế
Người dân được cấp BHYT 100% khám chữa bệnh miễn phí.

## Văn hóa
Tết Nguyên Đán là tết chính, ngoài ra trong mùa xuân có rất nhiều lễ hội đặc sắc.

### Ẩm thực
Thực phẩm ở đây chủ yếu tự cung tự cấp trồng tự nhiên ăn rất ngon, rất nhiều món đặc biệt như: Lợn quay lá mác mật, vịt quay than, khau nhục, các loại bánh ngày tết,...

### Đặc sản làm quà
Mật ong, rượu men lá, măng khô, gà trống thiến, trám đen,...

### Cuộc sống người dân
Điện, nước sạch đầy đủ, Nhà ở hiện nay đều xây nhà gạch xen kẽ rất ít nhà trình tường truyền thống. Hầu như mọi gia đình đều có TV, nhiều nhà kết nối internet, truyền hình vệ tinh,...

## Giao thông
Đường nhựa, đường bê tông vào tận nhà tuy nhiên còn nhỏ, hẹp, đi lại còn khó khăn.
Phương tiện đi lại: Chủ yếu xe máy hầu như nhà nào cũng có từ 1-3 chiếc.